# Monty Denneau
Monty M. Denneau é um cientista da computação e matemático estadunidense.